# Major Churches Network

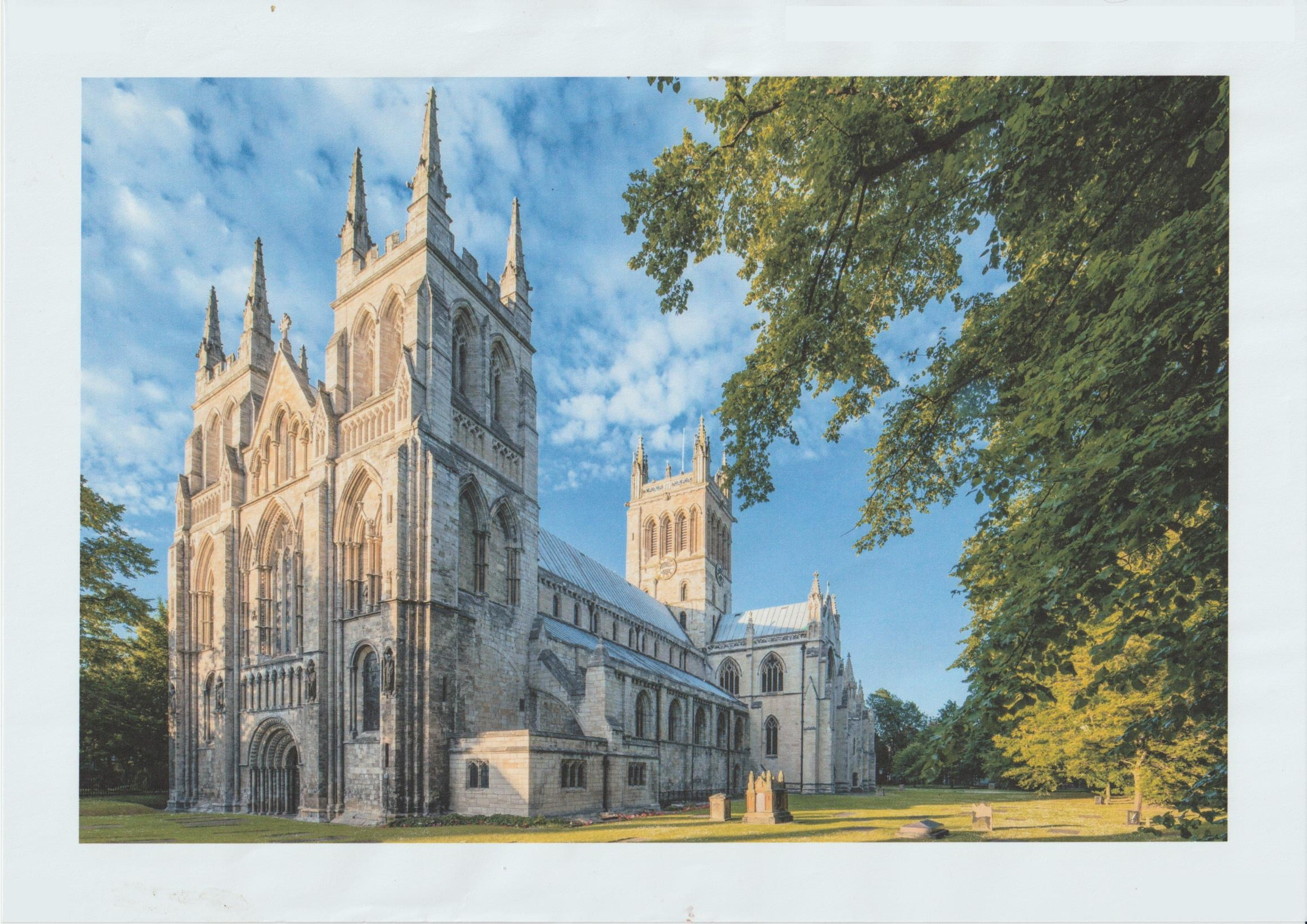
Selby Abbey

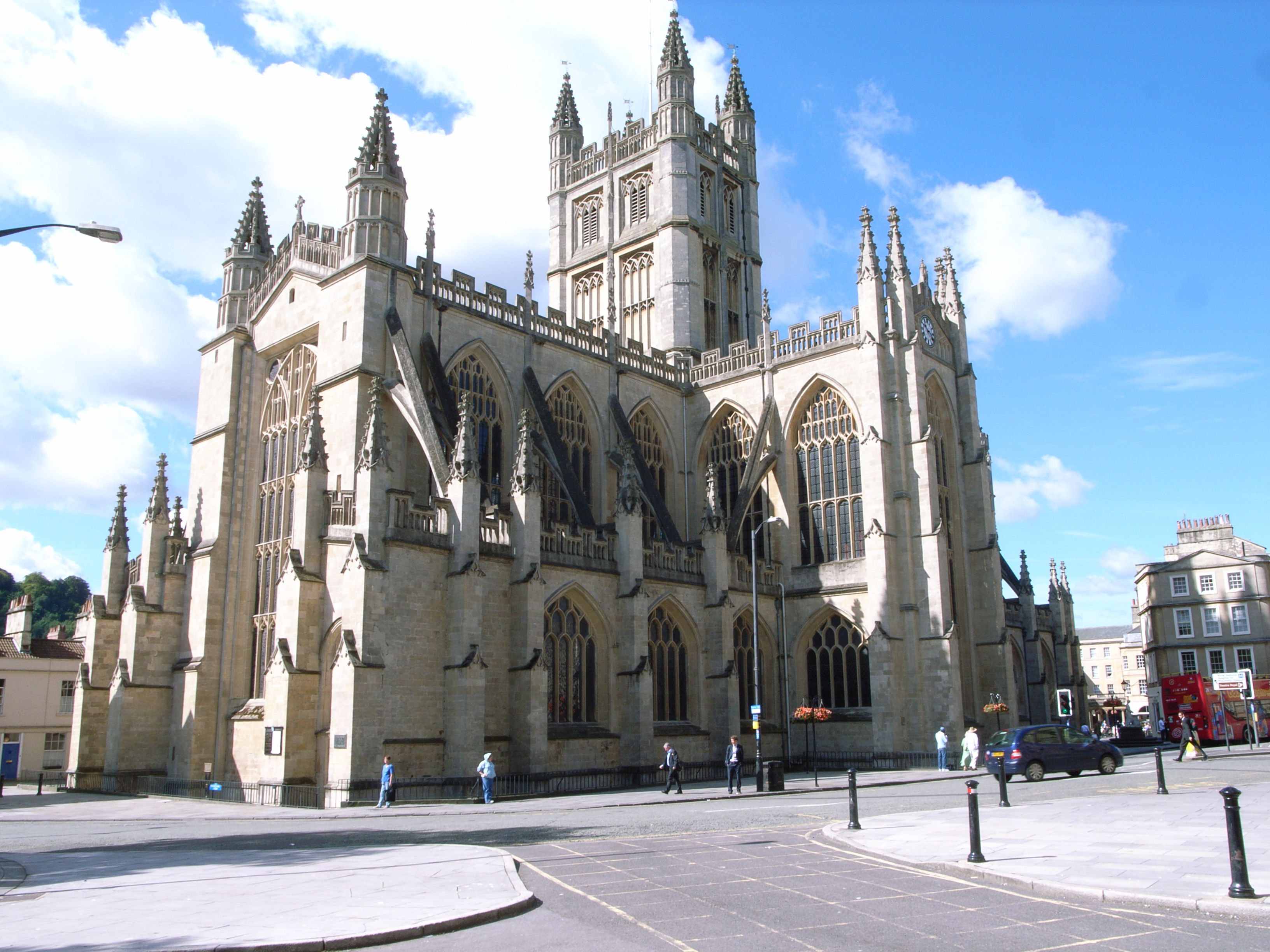
Abteikirche Bath

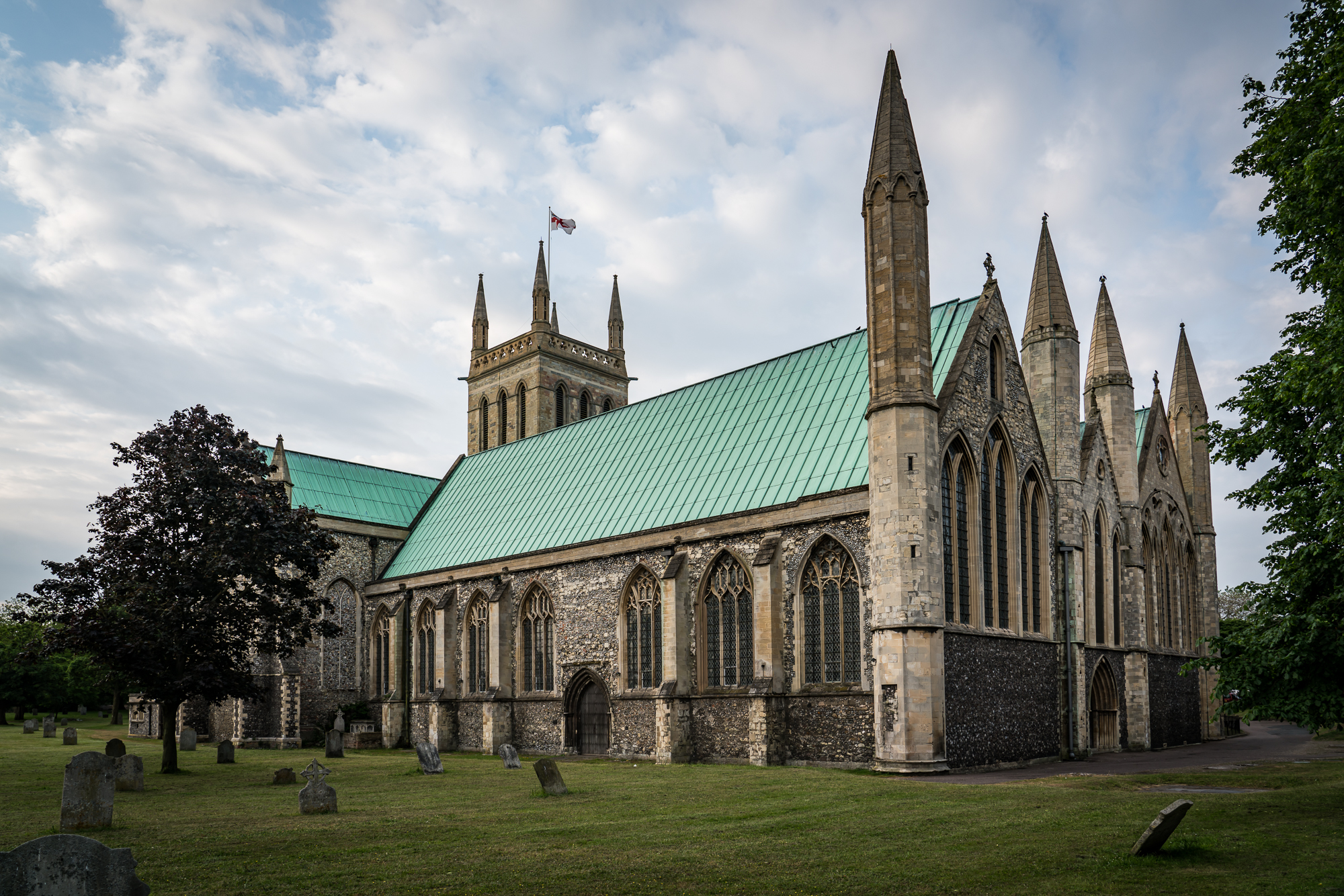
Great Yarmouth Minster

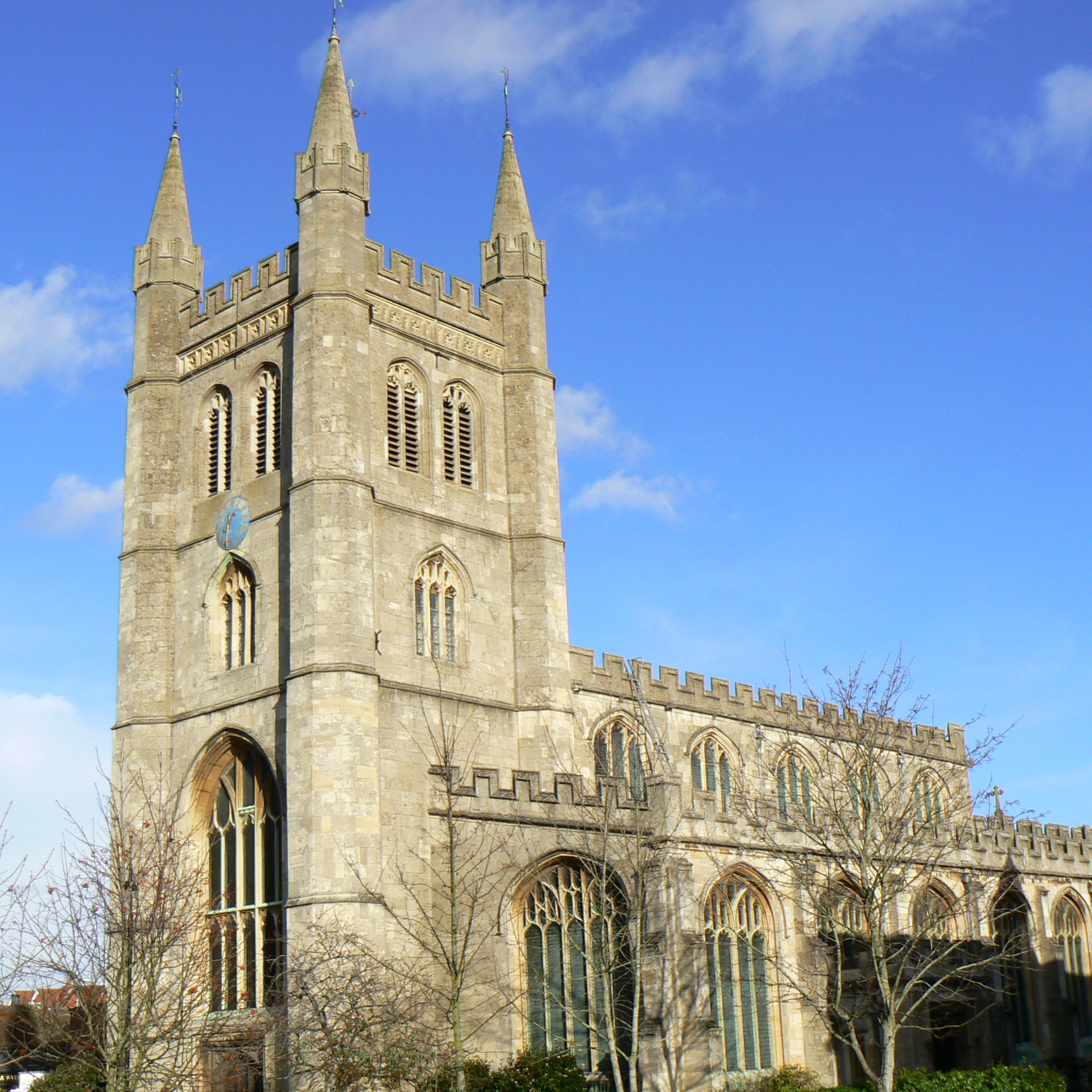
St Nicolas Church (Newbury)

Das Major Churches Network umfasst – auf freiwilliger Basis – eine Gruppe größerer Pfarrkirchen in England von besonderer historischer oder kultureller Bedeutung. Im Jahr 2021 waren annähernd 100 Kirchen gelistet, von denen viele ehemalige Kloster- oder Prioratskirchen sind. Kathedralen sind von der Mitgliedschaft ausgeschlossen. Auch Kirchen in Schottland, Wales und Nordirland können dem Netzwerk beitreten.

## Zweck
Zweck des Netzwerks ist der wechselseitige Austausch von Informationen zu den Themenbereichen Erhaltung und Konservierung, Finanzierung, Tourismus etc.

## Kriterien
- Große Kirche (über 1000 m² Grundfläche)
- Grade-I- oder Grade-II-Bauwerk
- über „einfache Pfarrkirche“ hinausgehende größere Bedeutung

## Geschichte
Im Jahr 1991 wurde das Greater Churches Network gegründet, aus dem im Jahr 2019 das Major Churches Network hervorging.

## Architektur
Englische Kirchen haben generell nur in Ausnahmefällen eine halbrunde Apsis; meist ist diese eckig. Einfache Pfarrkirchen haben in der Regel nur einen Glockenturm im Westen und weder ein Querschiff noch ein Gewölbe (z. B. St Nicolas Church (Newbury)). Sollten diese vorhanden sein, so handelt es sich meist eine ehemalige Kloster- oder Prioratskirche, die in der Zeit der von Heinrich VIII. († 1547) betriebenen Auflösung der englischen Klöster zu Pfarrkirchen umgewandelt wurden (z. B. Abteikirche Bath oder Christchurch Priory).